# Aroeiras
Aroeiras é um município brasileiro localizado na Região Metropolitana de Campina Grande, estado da Paraíba. A cidade tem 374 km² de área total e sua população foi estimada em 19 153 habitantes, conforme dados do IBGE de 2019.

## História
O povoamento da região deu-se a partir da casa de farinha, de propriedade de João Gonçalves, onde era processada a mandioca produzida por agricultores locais. A seguir surgiu a feira livre, a Feira de Catolé dos Sousas, em 1881, motivando a fixação de moradores no local.
O distrito foi criado com a denominação de Aroeiras pela lei municipal nº 12, de 25 de outubro de 1905, subordinado ao município de Umbuzeiro. A emancipação política ocorreu em 2 de dezembro de 1953 pela lei estadual nº 980, por desmembramento do município de Umbuzeiro. A instalação do novo município ocorreu em 28 de dezembro de 1953.

## Geografia
O município está incluído na área geográfica de abrangência do semiárido brasileiro, definida pelo Ministério da Integração Nacional em 2005. Esta delimitação tem como critérios o índice pluviométrico, o índice de aridez e o risco de seca.
Foi construído o terceiro maior reservatório hídrico do estado, conhecido como "Barragem de Acauã". Este fato gerou uma forte reação por parte dos habitantes da região inundada, que alegaram deixar de ter o mínimo de condições necessárias para uma vida digna.
Hoje além da zona urbana, o município conta com um grande número de habitantes na zona rural (mais da metade da população total), destacando-se, a população do distrito de Pedro Velho.
| Dados climatológicos para Aroeiras    | Dados climatológicos para Aroeiras | Dados climatológicos para Aroeiras | Dados climatológicos para Aroeiras | Dados climatológicos para Aroeiras | Dados climatológicos para Aroeiras | Dados climatológicos para Aroeiras | Dados climatológicos para Aroeiras | Dados climatológicos para Aroeiras | Dados climatológicos para Aroeiras | Dados climatológicos para Aroeiras | Dados climatológicos para Aroeiras | Dados climatológicos para Aroeiras | Dados climatológicos para Aroeiras |
| Mês                                   | Jan                                | Fev                                | Mar                                | Abr                                | Mai                                | Jun                                | Jul                                | Ago                                | Set                                | Out                                | Nov                                | Dez                                | Ano                                |
| ------------------------------------- | ---------------------------------- | ---------------------------------- | ---------------------------------- | ---------------------------------- | ---------------------------------- | ---------------------------------- | ---------------------------------- | ---------------------------------- | ---------------------------------- | ---------------------------------- | ---------------------------------- | ---------------------------------- | ---------------------------------- |
| Precipitação (mm)                     | 41,6                               | 44,9                               | 77,4                               | 83,9                               | 73,5                               | 81,1                               | 80,8                               | 35,8                               | 19,4                               | 7,2                                | 8,2                                | 18,7                               | 572,5                              |
| Fonte: Atlas Pluviométrico da Paraíba |                                    |                                    |                                    |                                    |                                    |                                    |                                    |                                    |                                    |                                    |                                    |                                    |                                    |

## Esportes
No município existe o Campeonato Aroeirense de Futebol, torneio realizado anualmente com a participações das equipes da Zona Urbana e também da Zona Rural. Os clubes mais importantes e de maiores torcidas são: Auto Esporte e o Torres, ambos com vários títulos.